# Список ракетних видів спорту
Ракетні види спорту - це ігри, в яких гравці використовують ракетки для удару по м’ячу або іншому предмету. Однак цей список ширший і включає спортивні дисципліни, де гравці використовують не ракетки, а паддл (ручний каркас із плоскими дошками або дошками замість струн).

## Види

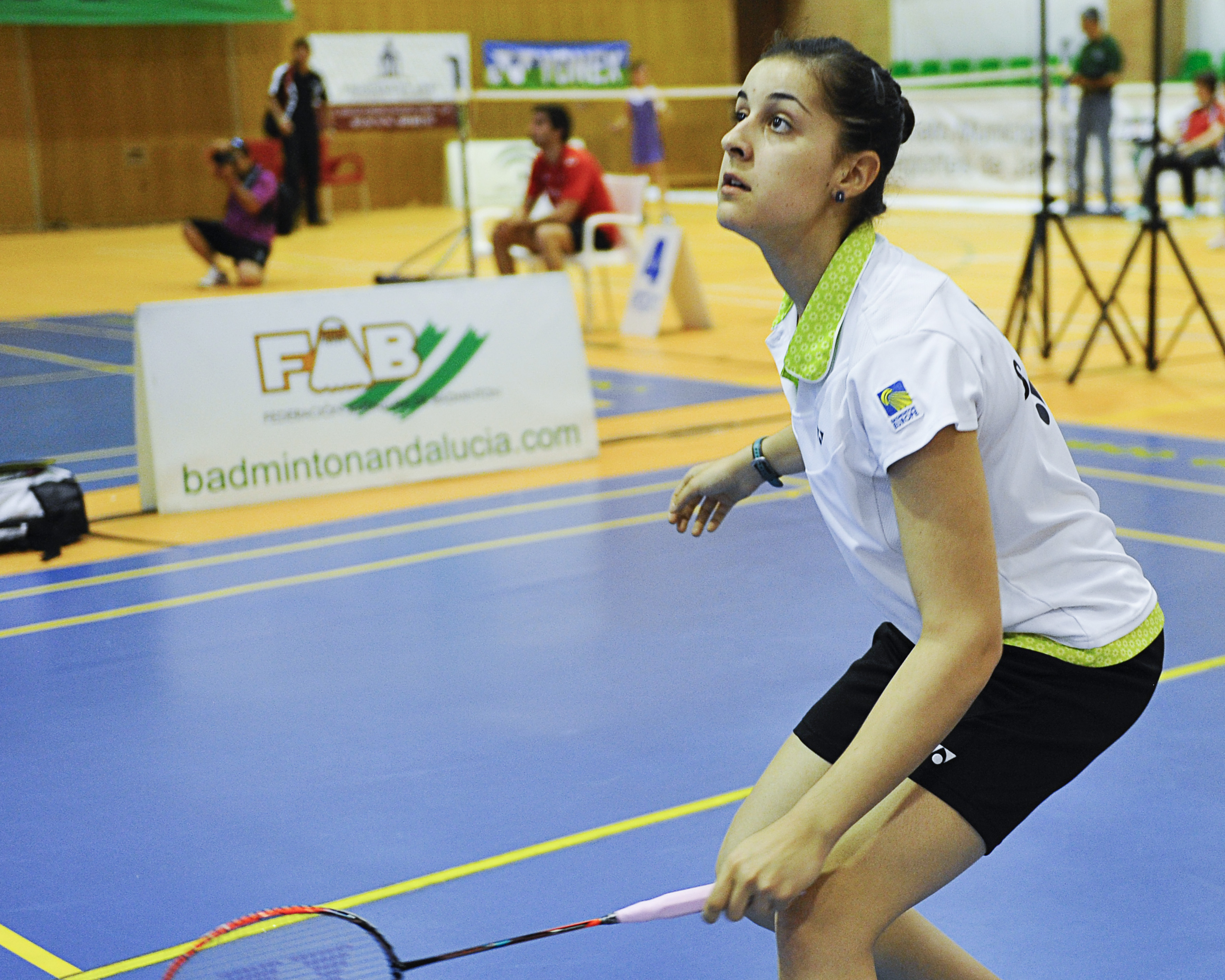
Кароліна Марін, гравець в бадмінтон

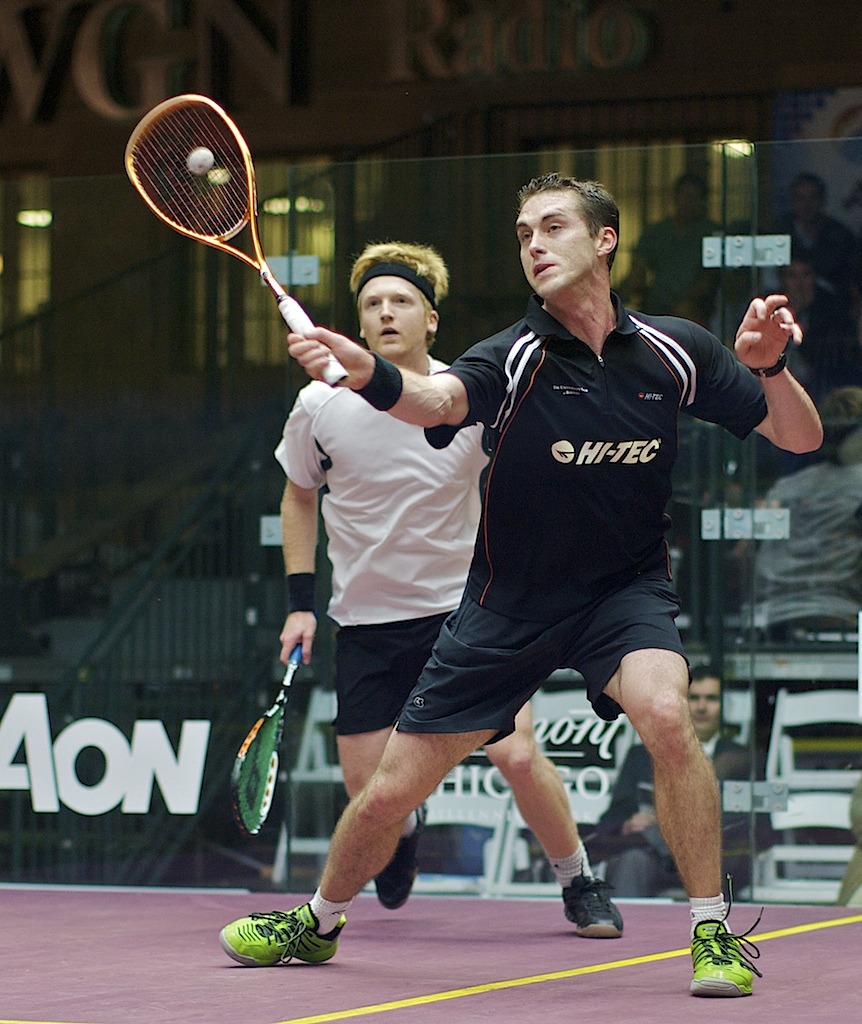
Девід Палмер і Том Річардс, два гравці в сквош

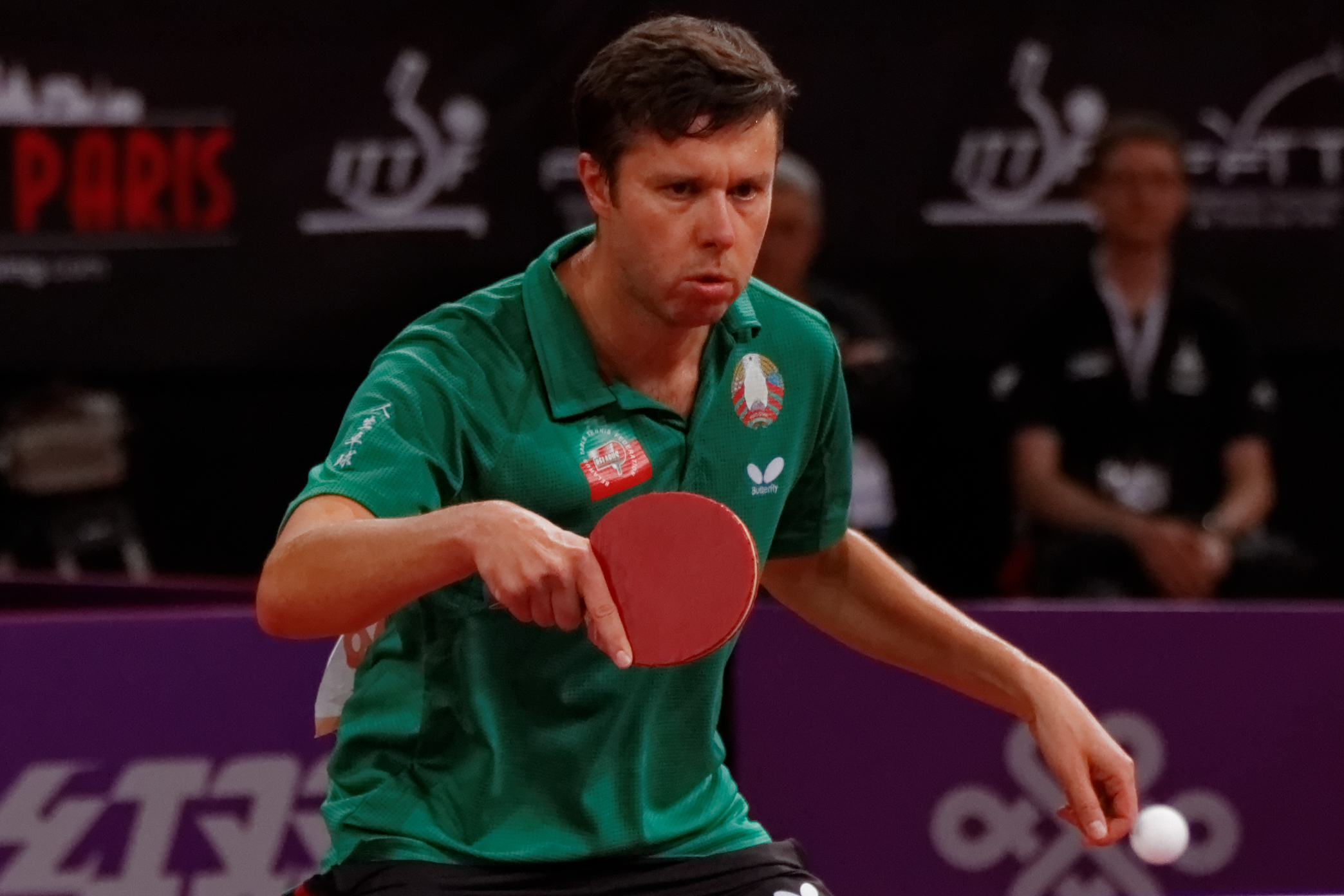
Володимир Самсонов, гравець у настільний теніс

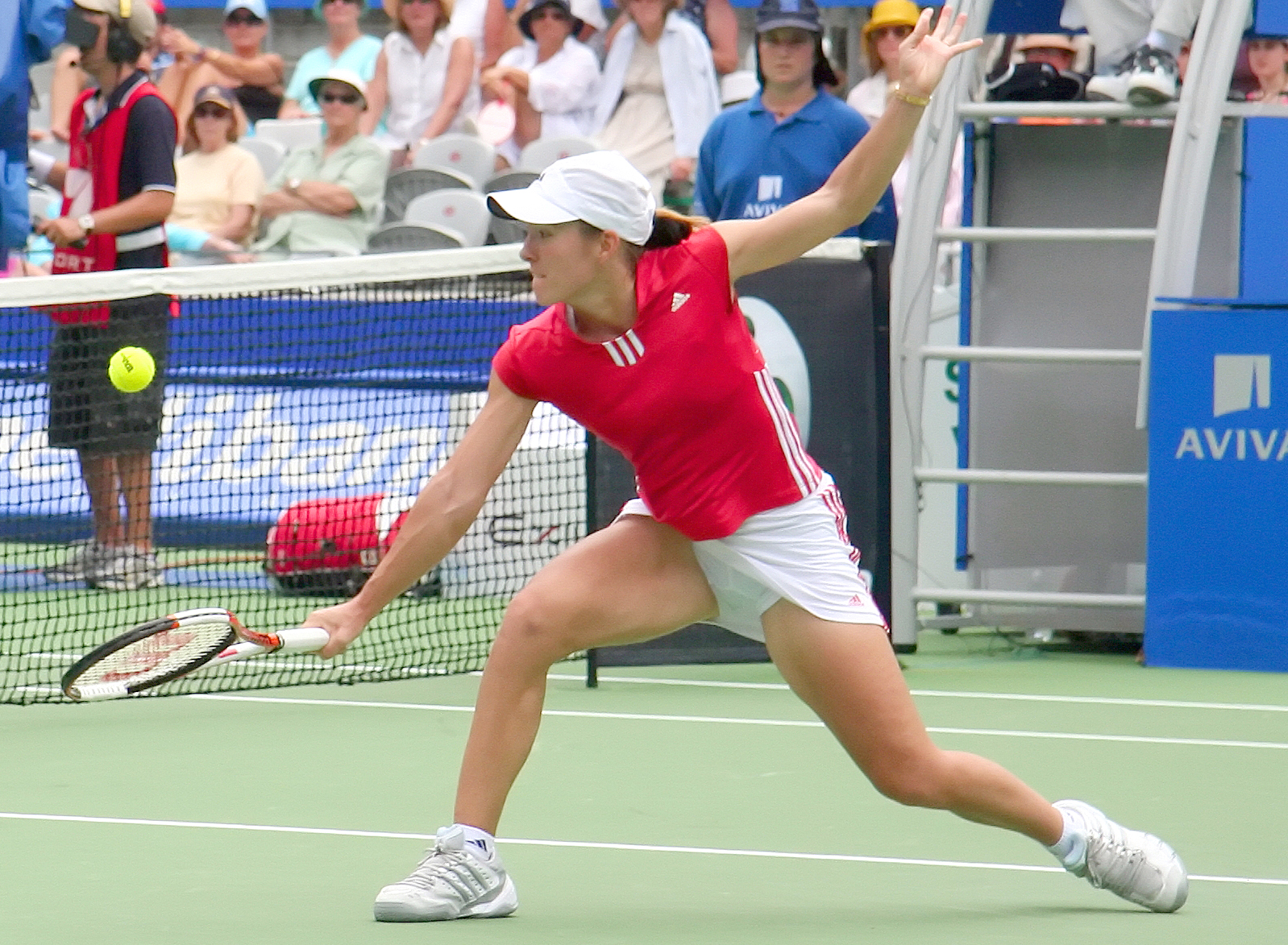
Жустін Енен, тенісистка

- Бадмінтон
- М'яч для бадмінтону
- Баскська пелота
  - Фронтеніс
  - Ксаре
- Бій і волан
- Пляжний теніс
- Пивний понг
- Кросмінтон (раніше «Спідмінтон»)
- Гра в нижній кулі
- Чотиристінний паддл теніс
- Маткот
- Мінітен
- Паддл на одній стінці
- Паддл м'яч
- Паддл теніс
- Падель
- Пан Понг
- Палета Фронтон
- Pelota mixteca
- Піклбол
- Піттон
- Теніс  на платформі
- Цянбол
- Ракетлон
- Ракетки
- Ракетбол
- Справжній теніс
- Дорожній теніс
- М'який теніс
- Швидкісний м'яч
- Сфайрі
- Сквош
  - Хардбол сквош
- Сквош-теніс
- Наліпка
- Настільний сквош
- Настільний теніс
- Теніс
- Тенісне поло
- Touchtennis